# Тоні Фернандес
Тоні Фернандес (англ. Anthony Francis Fernandes; нар. 30 квітня 1964 у Куала-Лумпур, Малайзія) — малайзійський бізнесмен. Засновник та голова групи компаній «Tune Group». Станом на лютий 2014 року, за даними «Forbes Asia» статки Фернандеса оцінювалися у 650 мільйонів $.

## Життєпис
Тоні Фернандес є засновником першої в Азії лоу-кост авіакомпанії «AirAsia». Власник футбольного клубу Куїнз Парк Рейнджерс. З 2010 року і по 7 листопада 2012 обіймав посаду керівника команди «Caterham F1 Team» у Формулі-1, яку він же і створив. На цій посаді його змінив Сиріл Абітебул.
18 серпня 2011 компанія Фернандеса «Tune Group» придбала 66% акцій «Куїнз Парк Рейнджерс» у Берні Екклстоун а і Флавіо Бріаторе.
У 2011 році журнал Forbes оцінив статок Фернандеса в 200 мільйонів фунтів.
У 2011 році став власником КПР і відразу ж зробив декілька гучних трансферів, зокрема були куплені Шон Райт-Філліпс, Антон Фердинанд, Люк Янг, Джої Бартон, Арман Траоре, Денні Геббідон, Кірон Даєр та Ді Джей Кемпбелл.